# Interpretatio graeca
Interpretatio graeca (latinsko 'grški prevod') ali »interpretacija s pomočjo grščine [modeli]« je diskurz , ki se uporablja za razlago ali poskus razumevanja mitologije in religije drugih kultur; primerjalna metodologija, ki uporablja starogrške verske koncepte in prakse, božanstva in mite, enakovredne in skupne značilnosti.
Stavek lahko opisuje grška prizadevanja za razlago verovanj in mitov drugih, kot ko Herodot opisuje egipčansko religijo v smislu zaznanih grških analogov ali kadar Dionizij iz Halikarnasa in Plutarh dokumentirata rimske kulte, templje in prakse pod imeni enakovrednih grških božanstev. Interpretatio graeca lahko opiše tudi razlago lastnih verskih sistemov, ki niso grški, s primerjavo ali asimilacijo z grškimi modeli, kot takrat, ko Rimljani grške mite in ikonografijo prilagajajo imenom lastnih bogov.
Interpretatio romana je primerjalni diskurz glede na starodavno rimsko religijo in mit, kot pri oblikovanju izrazite galsko-rimske religije. Rimljani in Galci so na novo interpretirali galske verske tradicije v povezavi z rimskimi vzorci, zlasti cesarskim kultom.
Jan Assmann meni, da je politeistični pristop k internacionalizaciji bogov oblika 'medkulturnega prevajanja':
Velik dosežek politeizma je artikulacija skupnega semantičnega vesolja. ... Pomen božanstva je njegov ali njen poseben značaj, ko se je odvijal v mitih, hvalnicah, obredih, ipd. Ta lik naredi božanstvo primerljivo z drugimi božanstvi s podobnimi lastnostmi. Podobnost bogov omogoča, da se njihova imena med seboj prevajajo. … Praksa prevajanja imen bogov je ustvarila koncept podobnosti in ustvarila idejo ali prepričanje, da so bogovi mednarodni.
Plinij Starejši je izrazil 'prevodnost' božanstev kot »različna imena različnim ljudstvom« (nomina alia aliis gentibus) . Ta sposobnost je omogočila verski sinkretizem helenistične dobe in predkrščanskega rimskega cesarstva.

## Primeri
Herodot je bil eden najzgodnejših avtorjev, ki se je ukvarjal s to obliko interpretacije. V svojih opažanjih glede Egipčanov vzpostavlja grško-egiptovske ustreznike, ki so se uveljavili v helenistični dobi, vključno z Amon / Zevs, Oziris / Dioniz in Pta / Hefajst. V svojih opažanjih glede Skitov izenači njihovo kraljico bogov Tabiti s Hestijo, Papaiosa in Apija z Zevsom in Gajo, Argimpasa pa z Afrodito Uranijo, obenem pa trdi, da so Skiti častili ustreznike Herakleja in Aresa, vendar teh ne imenuje.
Šteje se, da nekateri pari grških in rimskih bogov, kot sta Zevs in Jupiter, izhajajo iz skupnega indoevropskega arhetipa (Dyeus kot vrhovni bog neba) in tako pokaže naravo skupnih funkcij. Za druge so bila potrebna večja teološka in pesniška prizadevanja: čeprav sta tako Ares kot Mars boga vojne, je bil Ares v grški verski praksi razmeroma nepomembna figura in so jo pesniki osiromašili, medtem ko je bil Mars oče rimskega ljudstva in osrednja figura arhaične rimske religije.
Nekatera božanstva, ki izvirajo iz najstarejšega verskega sloja v Rimu, kot sta Janus in Termin, nista imela grškega ustreznika. Druge grške božje osebnosti, predvsem Apolon, so bile neposredno sprejete v rimsko kulturo, vendar so doživele izrazito rimski razvoj, kot takrat, ko je Avgust naredil Apolona za enega od svojih božjih zavetnikov. V zgodnjem obdobju je etruščanska kultura igrala posredniško vlogo pri prenašanju grškega mita in religije na Rimljane, kar je razvidno iz jezikovne preobrazbe grškega Heracles v etruščansko Her[e]cle k rimskemu Hercules

## Interpretatio romana
Frazo interpretatio romana je prvi uporabil zgodovinar cesarskega obdobja Tacit v knjigi Germania. Tacit poroča, da je v svetem gozdu Nahanarvali »duhovnik, ki ga krasi ženska, toda spominja na bogove, ki sta v rimskih besedah (interpretatione romana) Kastor in Poluks« . Drugje, identificira glavnega boga Germanov kot Merkur, morda se nanaša na Odin.
Nekaj podatkov o božanstvih starodavnih Galcev (celinskih Keltov), ki niso napisali nobene pisne literature razen napisov, hranijo grško-rimski viri pod imeni grških in latinskih ustreznikov. Ohranjeno je na primer veliko galskih teonimov ali kultnih naslovov, na primer v povezavi z Marsom. Tako kot pri nekaterih grških in rimskih božjih ustreznikih je tudi zaznana podobnost med galskim in rimskim ali grškim božanstvom lahko odraz skupnega indoevropskega izvora . Lugus je bil identificiran z Merkurjem, Nodens z Marsom kot zdravilcem in zaščitnikom, Sulis pa z Minervo. V nekaterih primerih pa galsko božanstvo dobi interpretatio romana z več kot enim bogom, ki se razlikuje med literarnimi besedili ali napisi. Ker religije grško-rimskega sveta niso bile dogmatične in je politeizem posodil večplastnost, je bil koncept 'božanstva' pogosto ekspanziven, saj je omogočal več in celo nasprotujoče si funkcije znotraj ene božanske pripadnosti ter prekrival moči in funkcije med različnimi figurami vsakega panteona. Te težnje so segale tudi v medkulturne identifikacije .
V vzhodnem cesarstvu je anatolski bog nevihte s svojo dvoglavo sekiro postal Jupiter Dolihen, priljubljena kultna figura med vojaki.

### Uporaba v judovski religiji
Rimski učenjaki, kakršen je bil Varro, so monoteističnega boga Judov razlagali z rimskim izrazom kot Caelus ali Jupiter Optimus Maximus. Zdi se, da so nekateri grško-rimski avtorji razumeli judovski priklic Jahve Tzevaot kot Sabazius. 
Podobno je Plutarh navedel primer vprašanja na simpoziju »Kdo je bog Judov?«, s katerim je mislil: »Kakšno je njegovo grško ime?« kot lahko sklepamo od prvega govorca na simpoziju, ki je trdil, da Judje častijo Dioniza in da je dan šabat festival Sabaziusa. Ne vemo, kaj so mislili drugi govorci, saj je besedilo nepopolno .
Z rimskega vidika je bilo naravno omenjeno načelo uporabiti tudi pri judovskem Bogu Jehova in ga izenačiti z Jupitrom. Vendar so Judje - za razliko od drugih ljudstev, ki so živeli pod rimsko oblastjo - zavrnili kakršen koli tak poskus, ki bi ga označil za najslabše svetoskrunstvo. Ta popolna razhajanja stališč so bila eden od dejavnikov, ki so prispevala k pogostim trenjem med Judi in rimskim cesarstvom - na primer, odločitev cesarja Hadrijana, da obnovi Jeruzalem pod imenom Aelia Capitolina, mesto, posvečeno Jupitru, je spodbudilo masaker  Bar Kohbove vstaje.
V poznoantični mistiki je sončni bog Helij včasih enačen z judovsko-krščanskim Bogom .

## Interpretatio germanica
Interpretatio germanica je praksa, da germanska ljudstva identificirajo rimske bogove z imeni germanskih božanstev. Po Rudolfu Simeku se je to zgodilo okoli 1. stoletja našega štetja, ko sta obe kulturi prišli v tesnejši stik. Nekaj dokazov za interpretatio germanica obstaja v nemških prevodih rimskih imen za dneve v tednu:
- Nedelja, dan Sunnǭ (stara norveščina Sunna, Sól; stara angleščina Sunne, stara visoka nemščina Sunna), sonce (kot ženska), je bil prej dan Sol Invictus, sonce (kot moški)
- Ponedeljek, dan Mēnô (Máni; Mōna; Māno), luna (moon kot moški), je bil zgodnejše Luna, luna (kot ženska)
- Torek, dan Tīwaz (Týr; Tīw; Ziu), je bil prej dan Marsa, bog vojne
- Sreda, dan Wōdanaz (Óðinn; Wōden; Wuotan), je bil prej dan Merkurja, boga popotnikov in zgovornosti
- četrtek, dan Þūraz / Þunraz (Þórr; Þunor; Donar), je bil prej dan Jupitra, boga groma; Þunraz se lahko drugje poistoveti s Herkulom
- Petek, dan Frijjō (Frigg; Frīg; Frīja), je bil prej dan Venere, boginje ljubezni

V večini romanskih jezikov, ki izhajajo iz latinščine, dnevi v tednu še vedno ohranjajo imena prvotnih rimskih božanstev, na primer italijanskega za torek, martedì (iz latinskega Martis dies). Tako je tudi s Saturnom v nekaterih zahodnonemških jezikih; kot so angleška "Saturday", zahodnofrizijska Saterdei, nizkonemška Saterdag in nizozemska Zaterdag, kar pomeni Saturnov dan .
Simek poudarja pomanjkanje dokazov in ugotavlja, da primerjava z rimskimi bogovi ne zadostuje za rekonstrukcijo starogrških bogov in jih dokončno enači s poznejšo norveško mitologijo .

## Grško-rimski ustrezniki
Seznam grških, rimskih, etruščanskih, egipčanskih in feničanskih ustreznikov, ki temeljijo na uporabi med starodavnimi ljudmi, podkrepljen z analizami sodobnih strokovnjakov je podrobno naveden v angleški wiki  poglavje Greco-Roman equivalents. Ustreznik ne pomeni isti bog. Na primer, ko je grška ali etruščanska tradicija vplivala na mite ali celo kultne prakse določenega rimskega božanstva, je morda božanstvo imelo neodvisen izvor in tradicijo, ki je kulturno značilna.

## V umetnosti
Primeri božanstev, ki so prikazana v sinkretičnih kompozicijah s pomočjo interpretatio graeca ali romana:
- Jupiter Ammon (teracota v helenističnem slogu, 1. st. )
- Sinkretična figura iz vzhodne province, morda Genij (1. st. pr. n. št. – 1. st. n. št.)
- Izida drži sistrum and oinochoe (rimski marmor, obdobje  Hadrijana)
- Izida, Serapis, otrok Harpokrat in Dioniz (relief iz Rimske Afrike, pozno 2. stoletje)
- Vernik pred Zevsom–Serapisom–Ohrmazd (Baktrija, 3. stoletje)